# Markus Matthias Krüger
Markus Matthias Krüger (* 1981 in Gardelegen) ist ein deutscher Landschaftsmaler. Er lebt und arbeitet in Leipzig.

## Leben und Werk
Markus Matthias Krüger machte nach seinem Abitur und dem Beginn eines Industrie-Design-Studiums an der Hochschule für Bildende Künste Braunschweig zunächst eine Ausbildung zum Physiotherapeuten. Nach dem Abschluss begann er 2005 mit einem Studium der Malerei bei Annette Schröter an der Hochschule für Grafik und Buchkunst Leipzig, bei der er von 2010 bis 2013 auch sein Meisterschülerstudium absolvierte.
In seinem Atelier in der Leipziger Baumwollspinnerei konstruiert Markus Matthias Krüger seine Landschaftsgemälde. Er zeigt „durchdachte Kompositionen von nahezu mathematischer Präzision, deren genau kalkulierte Ordnung in einem überzeugenden Bildganzen von höchster Kunstfertigkeit aufgeht.“ Dabei zeigen seine menschenleeren Landschaften die Spuren menschlicher Bewohnung und Bewirtschaftung.
2016 kaufte das Museum der bildenden Künste in Leipzig das großformatige Gemälde See an, das einen exakt quadratischen See in der Mitte eines Laubwaldes mit barockem Himmel zeigt. „Diesem Einbruch des Ungewohnten in das Gewohnte entspricht die Stilistik von Krügers.“ Seine Werkschau Hortus, die 2017 im Panorama Museum Bad Frankenhausen, in der Kunsthalle Rostock und 2018 im Museum de Fundatie Zwolle zu sehen war, zeigte in über 100 Werken aus zehn Schaffensjahren Krügers künstlerische Entwicklung. Mit der Eröffnung seiner Ausstellung in der Kunsthalle Rostock am 1. Juli 2017 wurde ihm der Wolfgang Mattheuer-und-Ursula Mattheuer-Neustädt-Preis für zeitgenössische Kunst verliehen.

## Werkstandorte
- Museum der bildenden Künste, Leipzig
- Kunsthalle Rostock
- Panorama Museum, Bad Frankenhausen
- Kunsthalle der Sparkasse Leipzig
- Sammlung Fritz P. Mayer, Frankfurt am Main | Leipzig

## Ausstellungen (Auswahl)
- 2010: Galerie Schwind, Frankfurt am Main: Nirgendwo; Galerie Monica de Champfleury, Paris
- 2012: Galerie Schwind, Berlin
- 2013: Kunsthalle Osnabrück: Schöne Landschaft – Bedrohte Natur. Alte Meister im Dialog mit zeitgenössischer Kunst (Beteiligung)
- 2014: Westwerk, Leipzig: Jahresausstellung (Beteiligung)
- 2015: Galerie Schwind, Leipzig: Im Geist der Romantik (gemeinsam mit Wolfgang Mattheuer)
- 2016: Kunsthalle der Sparkasse, Leipzig: Klassentreffen – Meisterschüler von Annette Schröter (Beteiligung)
- 2017/18: Panorama Museum, Bad Frankenhausen: Hortus; im Anschluss Kunsthalle Rostock; Museum de Fundatie, Zwolle/Niederlande
- 2018: Galerie Schwind, Berlin
- 2020: Galerie Schwind, Leipzig: Neue Arbeiten
- 2020: Mädler Art Forum, Leipzig: Antipoden – Die neueste Leipziger Schule (Beteiligung)
- 2022/23: Kunsthalle Jesuitenkirche, Aschaffenburg: Unter blauen Himmeln – Markus Matthias Krüger und Wolfgang Mattheuer; im Anschluss Angermuseum, Erfurt; Kunsthalle Rostock[3]
- 2024/25: Mittelrhein-Museum, Koblenz: Traumlandschaft - Albtraum Landschaft (Beteiligung)